# Шутово (Кичево)
Шутово (мкд. Шутово) је насеље у Северној Македонији, у западном делу државе. Шутово припада општини Кичево.

## Географија
Насеље Шутово је смештено у западном делу Северне Македоније. Од најближег већег града, Кичева, насеље је удаљено 8 km североисточно.
Шутово припада горњем делу историјске области Кичевија. Село је положено на западним падинама планине Человица, док се западно пружа поље. Надморска висина насеља је приближно 700 метара.
Клима у насељу је планинска због знатне надморске висине.

## Становништво
Шутово је према последњем попису из 2002. године имало 760 становника.
Већинско становништво су Албанци (97%), а остало су махом етнички Македонци (2%).
Претежна вероисповест месног становништва је ислам.